# Playa de los Quebrantos
La playa de los Quebrantos está situada en el concejo de Soto del Barco, en el Principado de Asturias (España).
Forma junto al playón de Bayas, del vecino concejo de Castrillón, un amplio arenal de unos 3 km de longitud cuando hay marea baja. Se encuentra en la localidad de San Juan de la Arena y es la única playa del concejo de Soto del Barco.

## Descripción
Tiene forma rectilínea, con una longitud de unos 810 m y una anchura media de 100 m, y forma parte de la Costa Central asturiana, estando protegida por ser ZEPA y LIC.
En su margen occidental desemboca el principal río de Asturias, el río Nalón, y precisamente por esto, sus arenas son oscuras. Su entorno es urbano. En la parte trasera de la playa hay unas «formaciones dunares» que están muy deterioradas y degradadas. Es una playa apta para la práctica del surf y para los amantes de la pesca.

## Servicios
La playa tiene un camping muy próximo y una desembocadura fluvial. Entre los servicios que tiene, el más interesante es el anfibuggy para personas discapacitadas, servicios de limpieza, restaurantes, aparcamiento, equipos de vigilancia, área de pícnic, duchas.
Para la práctica del surf tiene Categoría-2. Como precaución, no se debe nadar en las proximidades de la desembocadura del río Nalón.

## Accesos
Para acceder a esta playa desde Soto del Barco se toma la salida en la glorieta de la carretera hacia San Juan de la Arena, pero el mejor acceso es mediante unas escaleras que hay al final del paseo que también la unen con el Playón de Bayas.

## Galería

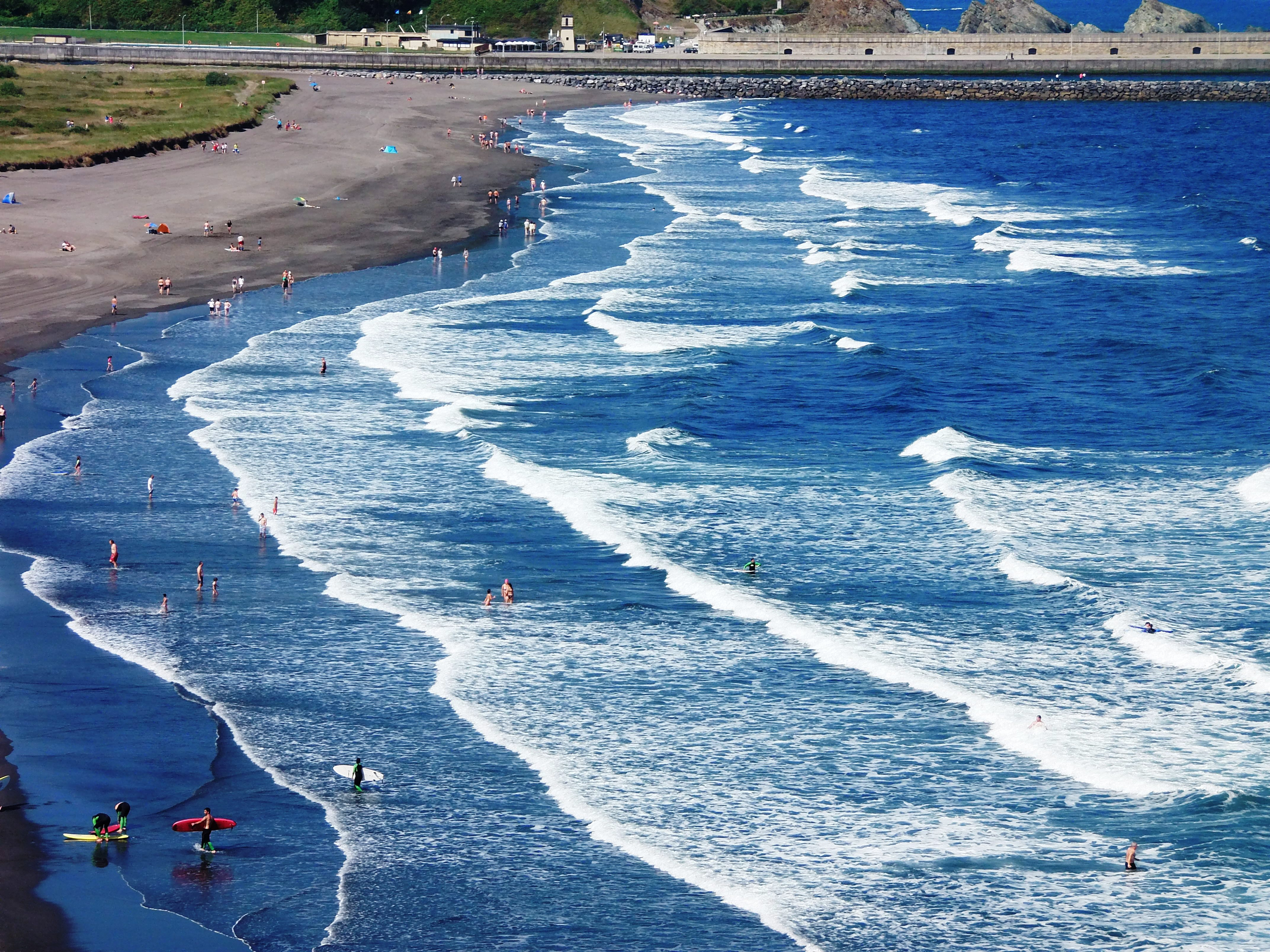
Vista con marea alta.
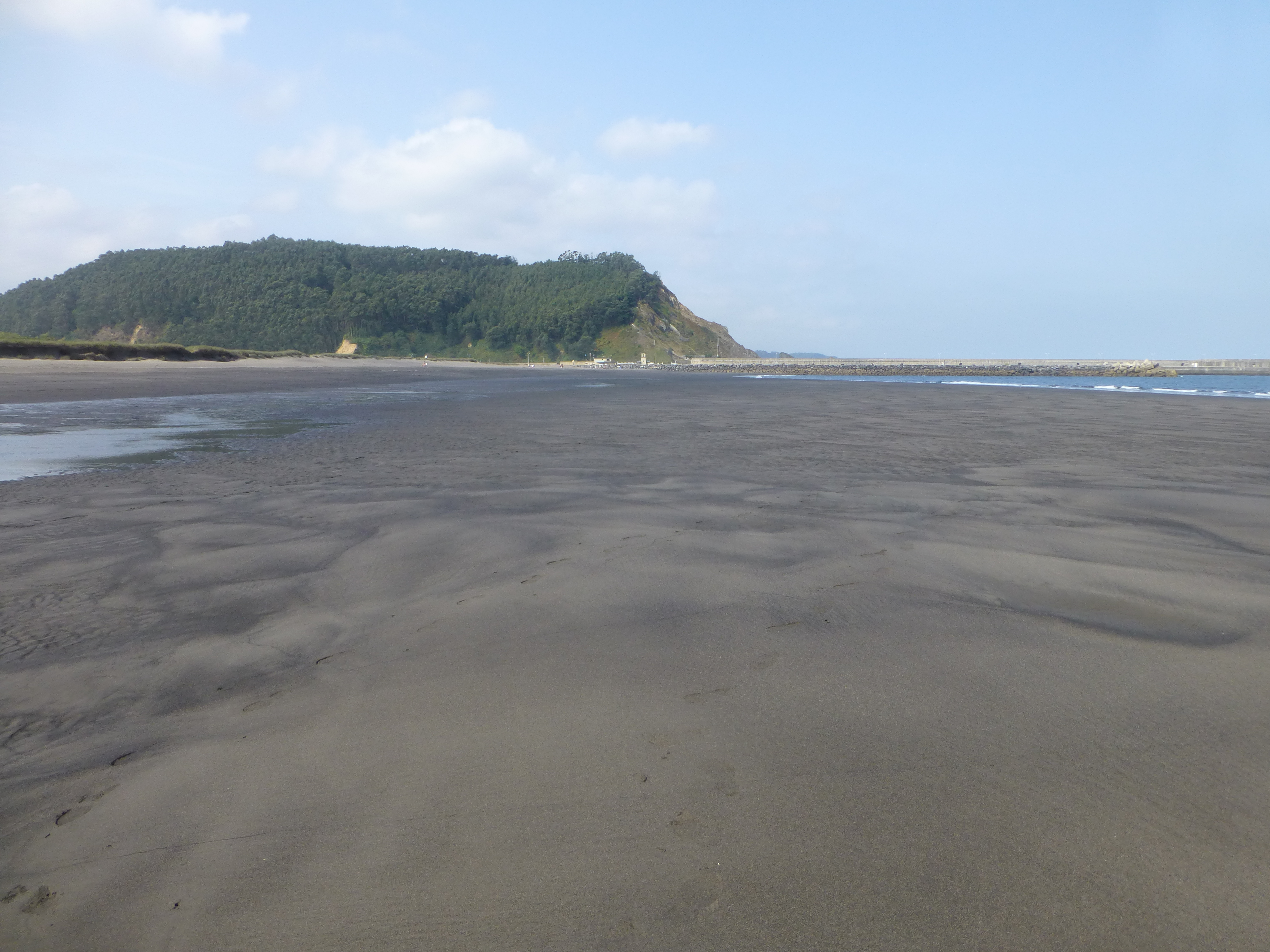
Vista Oeste con marea baja.
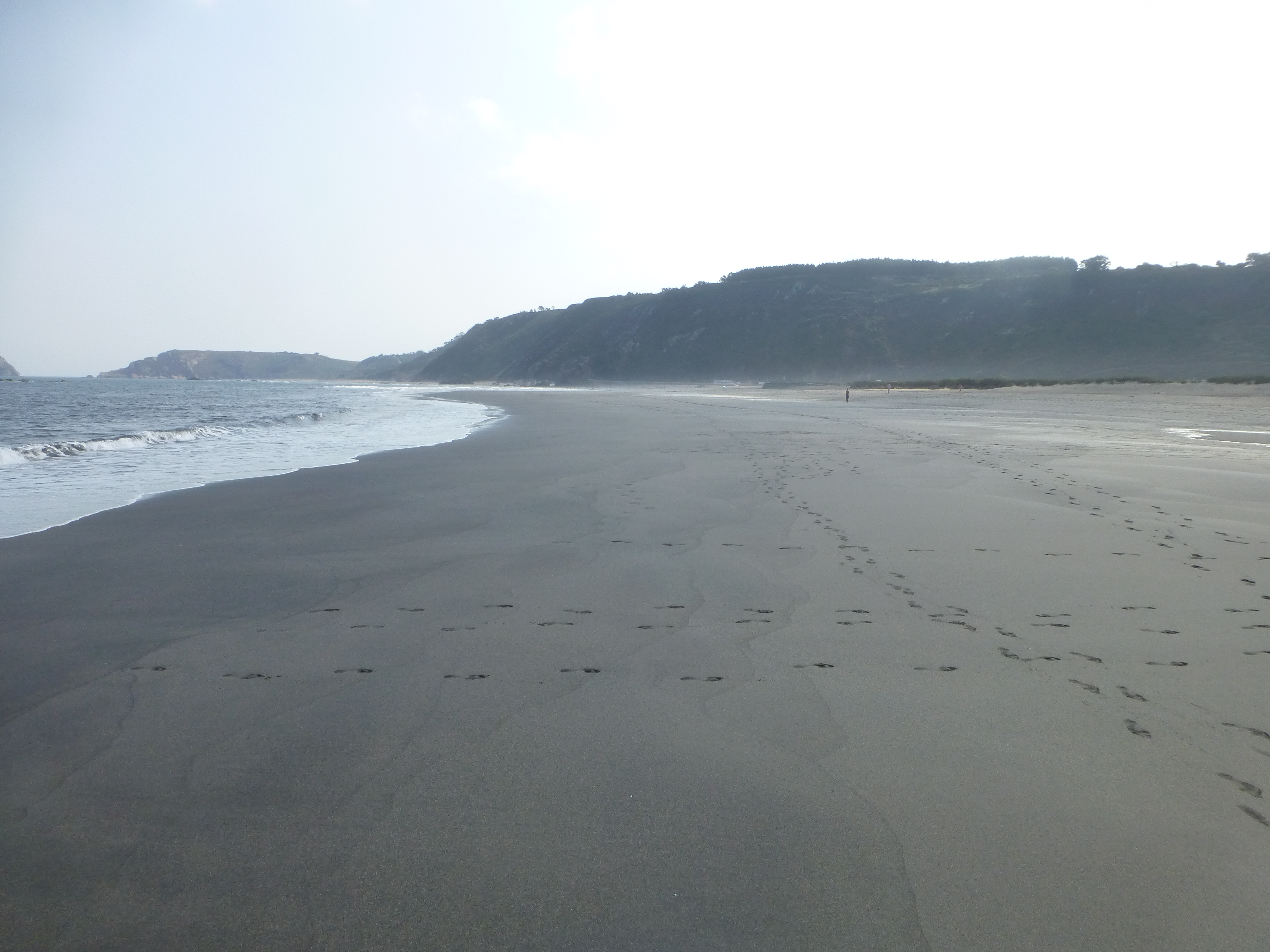
Vista Este con marea baja.
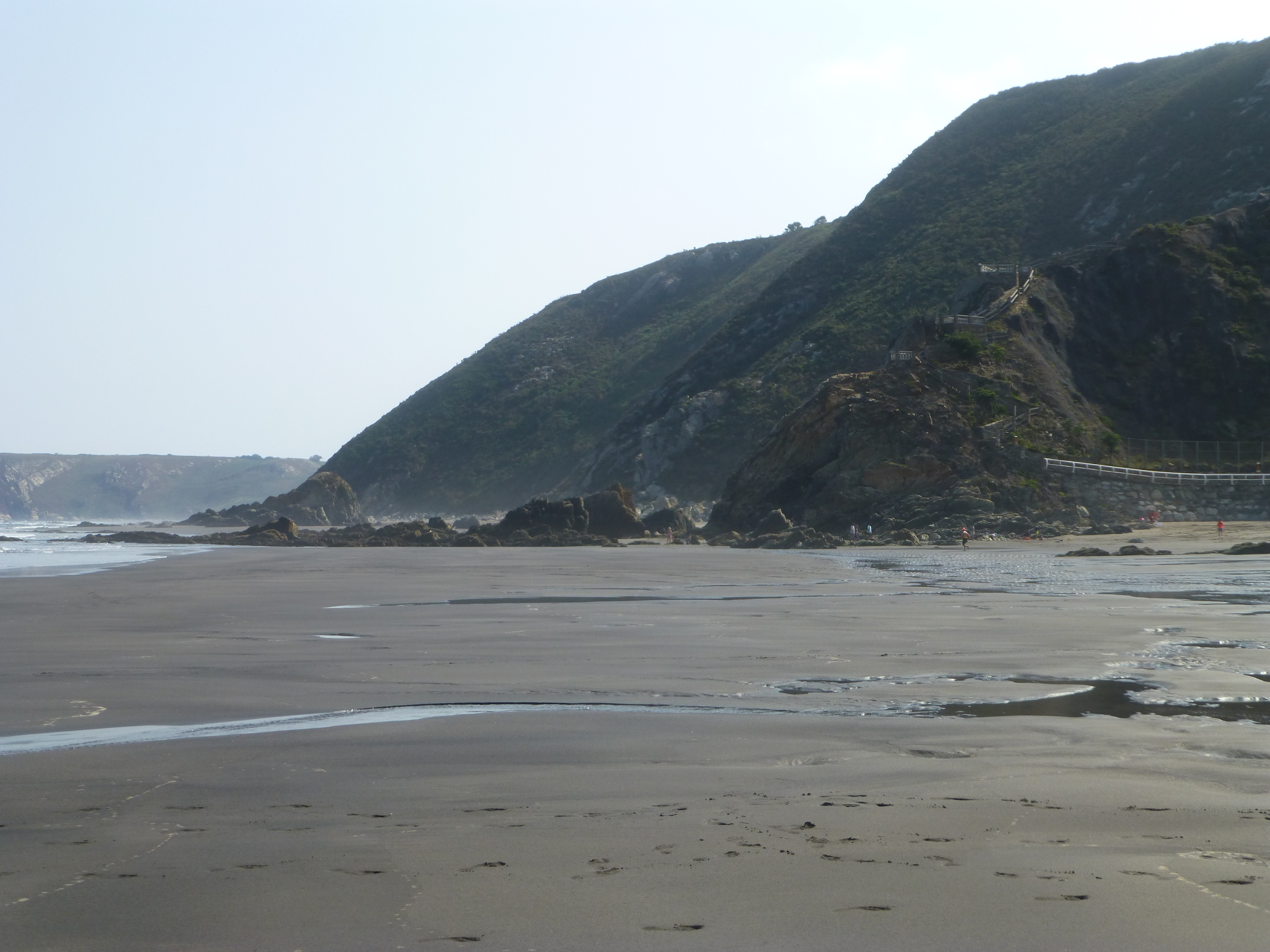
La punta del Pozaco separa Los Quebrantos del Playón de Bayas.